# Ziaelas
Ziaelas (altgriechisch Ζιαήλας Ziaḗlas) war ein König von Bithynien von ca. 254 bis 228 v. Chr.
Ziaelas war ein Sohn des Nikomedes I. und der Ditizele. Nachdem Nikomedes gestorben war, wurde seine zweite Frau Etazeta Herrscherin anstelle ihrer minderjährigen Söhne. Der erwachsene Ziaelas, der vom Thron ausgeschlossen wurde, floh vorher nach Armenien und suchte Asyl am Hofe des König Samos. Nach dem Tod seines Vaters bemühte er sich, schnell seine Rechte am Thron durch Gewalt wiederzuerlangen, und kehrte unterstützt durch einige Galater zurück. Obwohl Etazeta durch die benachbarten Städte und Antigonos III. Doson unterstützt wurde, konnte Ziaelas schnell einen Teil und dann ganz Bithynien erobern und zwang so Etazeta und ihre Söhne um 254 v. Chr., zu Antigonos nach Makedonien zu fliehen.
Ziaelas wurde von den galatischen Kelten ermordet und so folgte ihm sein Sohn Prusias 228 v. Chr. nach. Wie sein Vater und Großvater, gründete Ziaelas auch eine Stadt und nannte sie Ziela. Deren Lage ist allerdings unbekannt.